# Ruškovica
Ruškovica is een plaats in de gemeente Velika Ludina in de Kroatische provincie Sisak-Moslavina. De plaats telt 62 inwoners (2001).